# Älggräs
Älggräs (Filipendula ulmaria L.), älgört, är en ört i släktet älggräs i familjen rosväxter. Den högväxta arten har små vita och starkt doftande blommor. Blommor och blad innehåller salicylsyra, och arten har använts både i medicinskt syfte och som smaksättning av drycker.

## Beskrivning

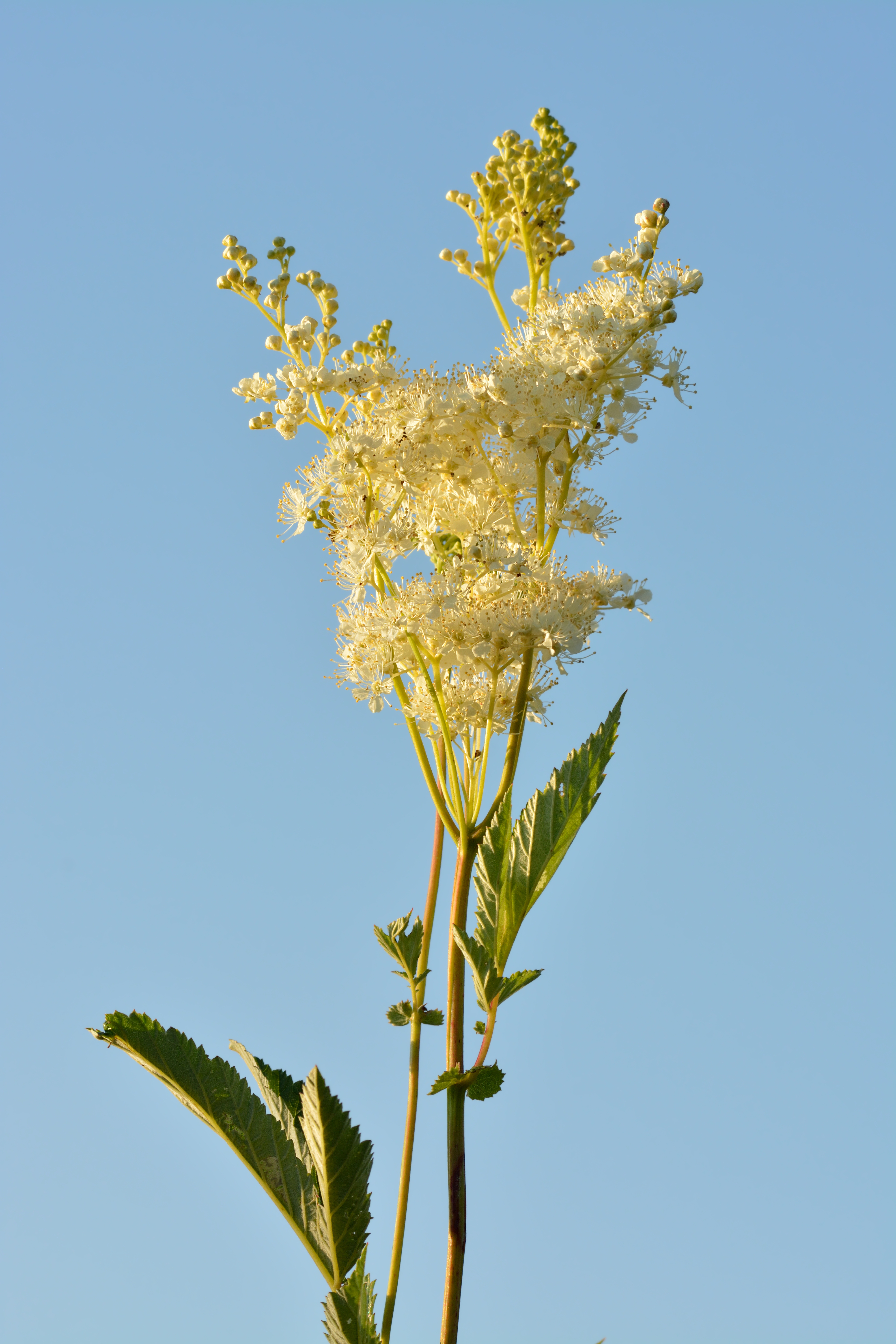
Älggräsvippa med hundratals blommor.

Älggräset är en ganska högväxt art (omkring 1–1,5 meter hög) som vanligen inte blommar förrän efter midsommar. De gräddvita blommorna, som har fem kronblad, sitter i breda knippen och är starkt doftande. Trots att blommorna saknar nektar lockar doften stora mängder insekter, som bara får pollen med sig. Doften kommer av kronbladens innehåll av doftämnet salicylaldehyd, även kallad spireaolja. Blommorna och bladen luktar olika på grund av att de innehåller olika doftämnen.

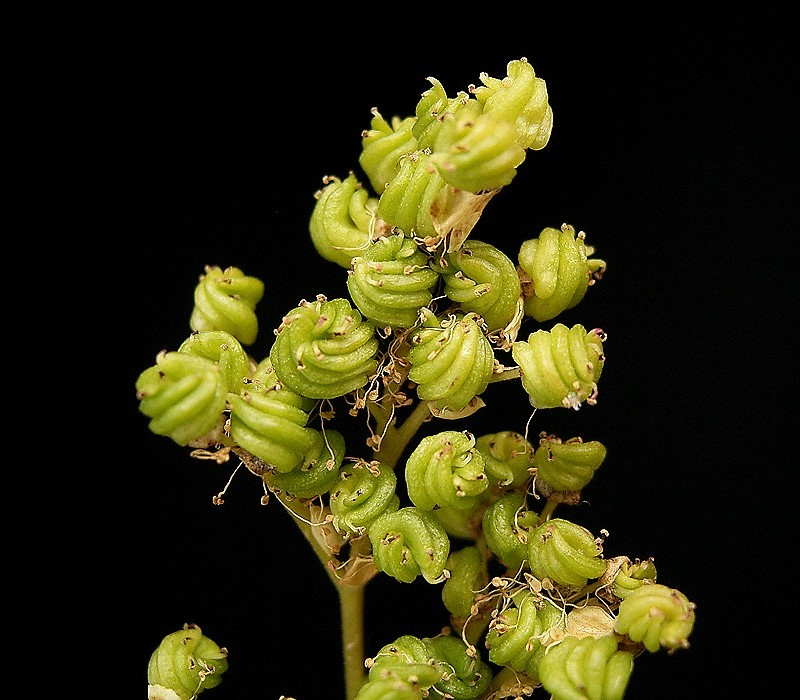
Omogna frukter.

Bladen är parvis sammansatta med sågade, lansettlika småblad.
Frukten är en spiralvriden nöt innehållande ett enda frö. Den är fylld med luft, därför kan den flyta på det vatten som ofta finns intill älggräsets växtplatser, vilket underlättar spridning till nya växtplatser. Det äldre släktnamnet Spiraea (se även spirea) kommer från latinets ord för älggräs, spiræa. Detta är hämtat från latinets spiralis, spiral-formad, ursprungligen taget från grekiskans speria, 'vindling'.

### Förväxlingsarter
Älggräs kan förväxlas med andra Filipendula-arter, bland annat med  brudbröd, Filipendula vulgaris.

## Växtplatser

### Biotop
Älggräs växer i stora bestånd på fuktiga skogsängar, på försumpade ställen i skogarna (alkärren), vid skuggrika stränder och håller sig envist kvar i de diken, som går genom åkrar och gärden.

### Habitat
Älggräsets utbredningsområde omfattar hela Skandinavien och Finland samt nästan hela Europa och Sibirien.
Finns på ett fåtal platser i Nordamerika, men är troligen inte ursprunglig där.

#### Utbredningskartor
- Norden
- Norra halvklotet

## Användning
Om bladen av älggräs gnuggas avger de en stark och angenäm doft som påminner om rödklöverns blomdoft. Doftämnet är en benzoloid.
Bladen har för sin väldofts skull använts redan på 300-talet f.Kr. i Grekland; älgörten tillhörde också kelternas heliga örter.
Bin har ett välutvecklat luktsinne, och för att locka svärmande bisamhällen in i en bikupa är ett knep att gnida insidan av den med älggräsblad.
Förr spred man gärna ut blad av älggräs på golvet vid högtidliga sammanhang.
Älggräset har också använts för smaksättning av öl och mjöd, antingen genom att karen gneds med bladen, eller att de tillsattes som krydda. Man har även kryddat portvin och ättika med blommorna.
Av blommorna kan en saft kokas, efter samma recept som fläderblomssaft. De senare åren har allt fler uppmärksammat älggrässaften. Flera bloggare har beskrivit saftkokningen på älgört, och i specialbutiker finns också saften att köpa.

### Medicinsk verkan
Bladen och blommorna innehåller salicylsyra. En drog gjord på torkade blommor (i den gamla farmakologin benämnt spiræe herba) har inom folkmedicinen använts som smärtstillande och febernedsättande medel. Den kan även fungera som svettdrivande.
En dekokt på bladen hjälper mot diarré.
Växtens tidigare vetenskapliga namn Spiraea ulmaria har fått ge namn åt läkemedlet aspirin, resultatet av det tyska läkemedelsföretaget Bayer AG:s utveckling av salicylsyra till acetylsalicylsyra. I dag är acetylsalicylsyra en läkemedelssubstans som fortfarande tillverkas i stor mängd på syntetisk väg.

## Namn

### Etymologi
Latinets Filipendula, av filum ('tråd') och pendere ('hänga'), syftade på de trådar som håller ihop rotknölarna. Artnamnet ulmaria ('almliknande') syftar på att alm och älgört har blad som i någon mån liknar varandra.
Det gamla namnet spiræa är en latinisering av grekiska σπειρα (speira) = spiral, hoprullat, syftande på fruktens form.
Förledet älg kommer från bygdemål "ale" som betyder öl. Namnet älgört har därför inget med älgar att göra. Det ursprungliga namnet är ölgräs där gräs ska tolkas som ört. Således betyder älgört en "ört för öl". Förr i tiden fanns ingen humle i Skandinavien för ölbryggning. Istället användes framförallt älgört (d.v.s. ölgräs).

### Bygdemål
| Namn                                          | Trakt               | Referens     | Kommentar                                                                                               |
| --------------------------------------------- | ------------------- | ------------ | --- |
| Aleskogsgräs                                  |                     | [ 8 ]        | |
| Algräs                                        | Uppland             |              | Bladens utseende liknar alens blad                                                                      |
| Aligräs                                       | Svenska Österbotten | [ 16 ]       | |
| Allmycke                                      |                     | [ 8 ]        | |
| Bigräs                                        |                     | [ 8 ]        | Man ansåg bin lockas av älggräsets doft, varför man gnuggade bikupans insida med älggräs                |
| Brakä                                         | Gotland             |              | |
| Brake, brakebuske                             |                     | [ 8 ]        | Brake är även ett alternativnamn för Brakved, Frangula alnus                                            |
| Byttgräs, byttogräs                           |                     | [ 8 ] [ 17 ] | Älggräs användes för att rengöra byttor (laggkärl av trä)                                               |
| Johannisört                                   |                     | [ 8 ]        | Detta ska ej förväxlas med (äkta) johannesört, Hypericum perforatum                                     |
| Kallgräs                                      |                     | [ 8 ]        | Växer på kalljord, varmed i äldre tider menades fuktig mark, sumpig mark                                |
| Karsyrt                                       |                     | [ 8 ]        | Förvrängning av karsört                                                                                 |
| Karsört, Kars ört                             |                     | [ 8 ]        | |
| Karsöta                                       |                     | [ 8 ]        | |
| Kassöta                                       |                     | [ 8 ]        | Förvrängning av karsöta                                                                                 |
| Karört                                        |                     | [ 8 ]        | |
| Korosor                                       |                     | [ 8 ]        | |
| Kärrört                                       |                     | [ 8 ]        | |
| Luktört                                       |                     | [ 8 ]        | Älggräs har en angenäm doft, och av den anledningen spred förr allmogen ut älggräs på golvet vid fester |
| Läkblad                                       |                     | [ 8 ]        | Används som huskur mot feber och värk. Effekten beror på alggräsets innehåll av salicylsyra             |
| Majblomster                                   |                     | [ 8 ]        | Majblomster är även ett alternativnamn för Smörblomma, Ranunculus acris                                 |
| Majgräs                                       |                     | [ 8 ]        | |
| Manngräs                                      |                     | [ 8 ]        | Förväxla ej med Mannagräs, Glyceria fluitans                                                            |
| Mjödört, miodyrt, miödyrt, myodyrt, myödhyrth |                     | [ 8 ] [ 9 ]  | Användes som smaksättare vid bryggning av mjöd                                                          |
| Persmässgräs                                  |                     | [ 8 ]        | Blommar vid tiden för Persmässan                                                                        |
| Rönngräs                                      |                     | [ 8 ]        | |
| Spirea                                        |                     | [ 8 ]        | Kortform av vetenskapliga namnet Spiræa ulmaria                                                         |
| Vanhävdsört                                   |                     |              | Växten invaderar ofta dåligt skötta kulturmarker – vanhävdsmarker                                       |
| Vinblom                                       |                     | [ 8 ]        | |
| Älgört                                        | Jämtland/Härjedalen |              | |
| Ölgräs, ölört                                 |                     | [ 8 ]        | Alggräs användes vid bryggning av öl eller som krydda i färdigt öl                                      |

Beträffande namn med efterleden -gräs kan noteras att man i äldre tider inte över huvud taget använde termen ört. Alla växter som i dag benämns örter kallades då gräs. Termen ört är ett senare tiders påfund. Somliga, egentligen föråldrade namn, har dock hängt kvar än idag, t. ex. just älggräs.

### Synonymer
Basionym Spiraea ulmaria L. 1753
Två underarter till älggräs finns identifierade. Dessa har i litteraturen beskrivits under ett antal olika namn enligt nedan.

#### subsp.ulmaria
- Filipendula ulmaria subsp. nivea (Wallr.) Hayek, 1909
- Filipendula ulmaria var. glauca (Schultz) Asch. & Graebn.
- Spiraea odorata Gray, 1821 nom. illeg.
- Spiraea palustris Salisb., 1796 nom. illeg.
- Spiraea ulmaria subsp. discolor (W.D.J.Koch) Arcang.
- Spiraea ulmaria var. glauca Wallr., 1822
- Spiraea ulmaria var. nivea Wallr., 1822
- Spiraea ulmaria var. tomentosa (Gaudin) Cariot & St.-Lag., 1889
- Spiraea unguiculata Dulac, 1867 nom. illeg.
- Ulmaria glauca (Wallr.) Fourr., 1868
- Ulmaria obtusiloba Opiz, 1852
- Ulmaria palustris Moench, 1794
- Ulmaria pentapetala Gilib., 1782 nom. inval.
- Ulmaria spiraea-ulmaria Hill, 1768

#### subsp.denudata[18]
- Ulmaria denudata Opiz, 1852
- Spiraea ulmaria var. unicolor Rouy &  E.G.Camus, 1900
- Spiraea ulmaria var. glabrescens Rouy &  E.G.Camus, 1900
- Spiraea glauca Schultz, 1806
- Spiraea ulmaria subsp. denudata Arcang., 1882
- Spiraea ulmaria var. denudata (J.Presl & C.Presl) Cariot & St.-Lag., 1889
- Spiraea ulmaria var. denudata (J.Presl & C.Presl) Maxim.
- Spiraea denudata J.Presl & C.Presl, 1819, Fl. Cech.
- Filipendula ulmaria subsp. denudata (J.Presl & C.Presl) Hayek, 1909
- Filipendula denudata (J.Presl & C.Presl) Fritsch, 1889

## Bilder

Vänsterklicka på en bild för förstoring. Kan göras upprepade gånger
Toppblad
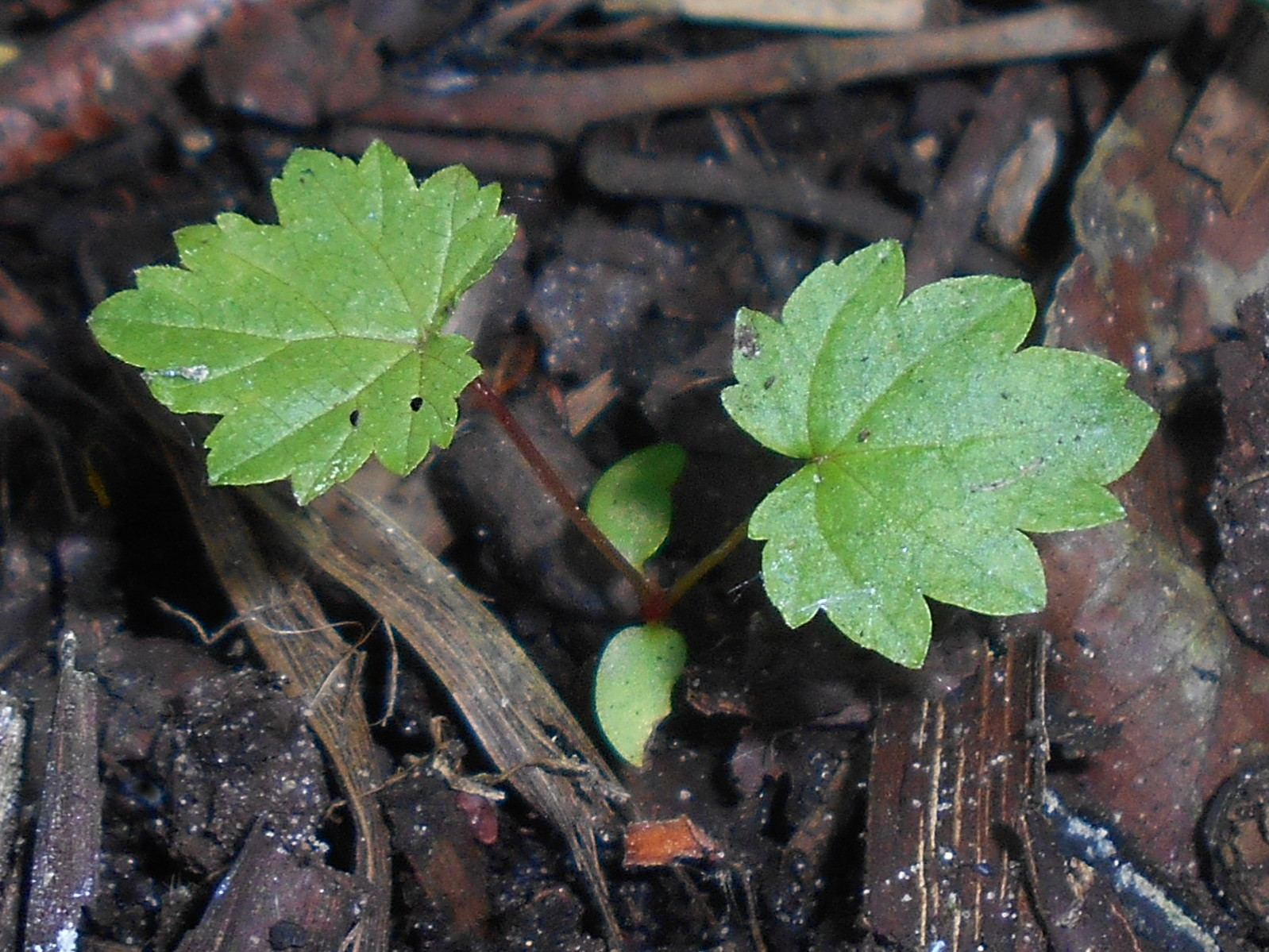
Skott.
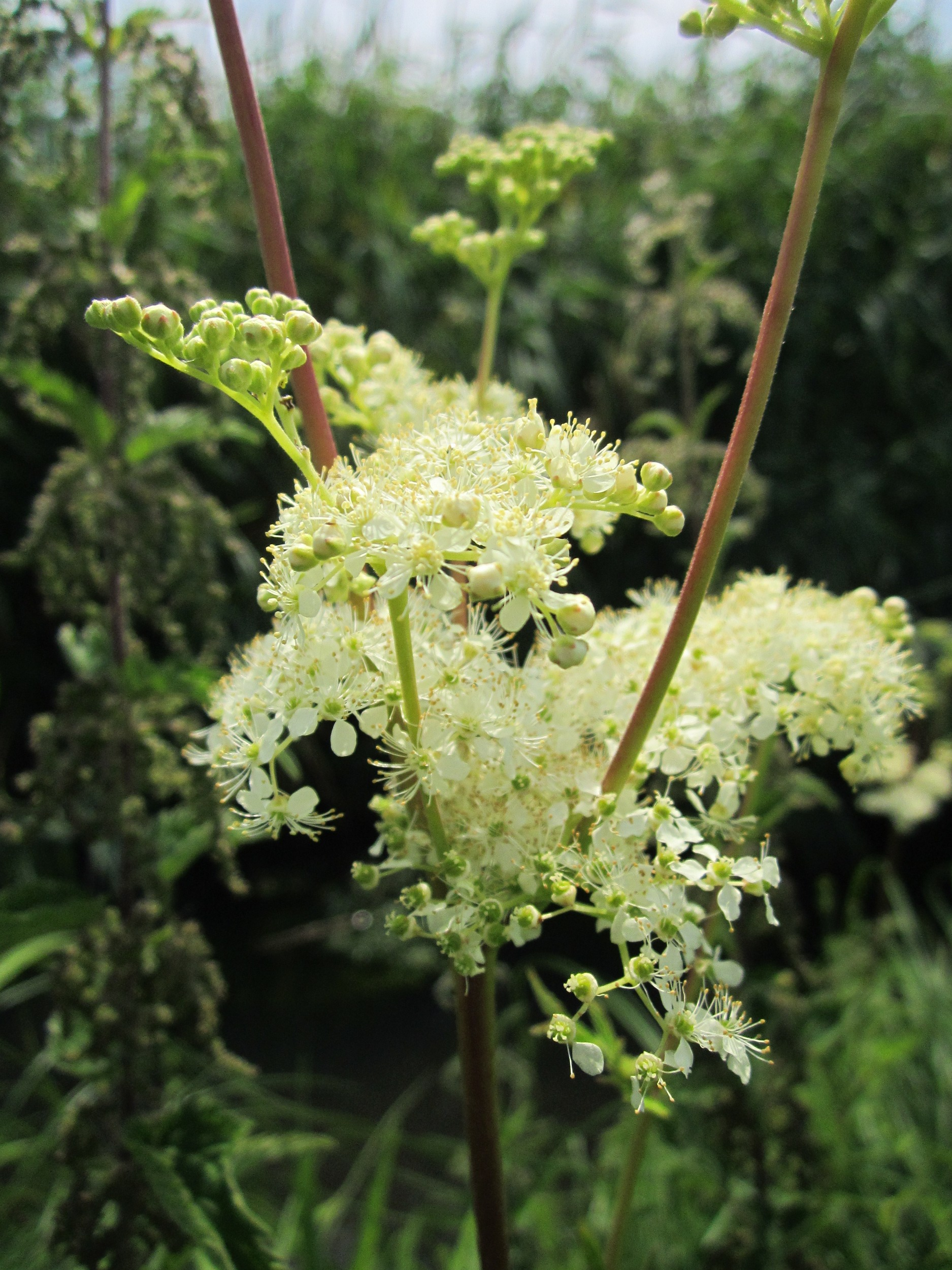
Hundratals blommor i en vippa.
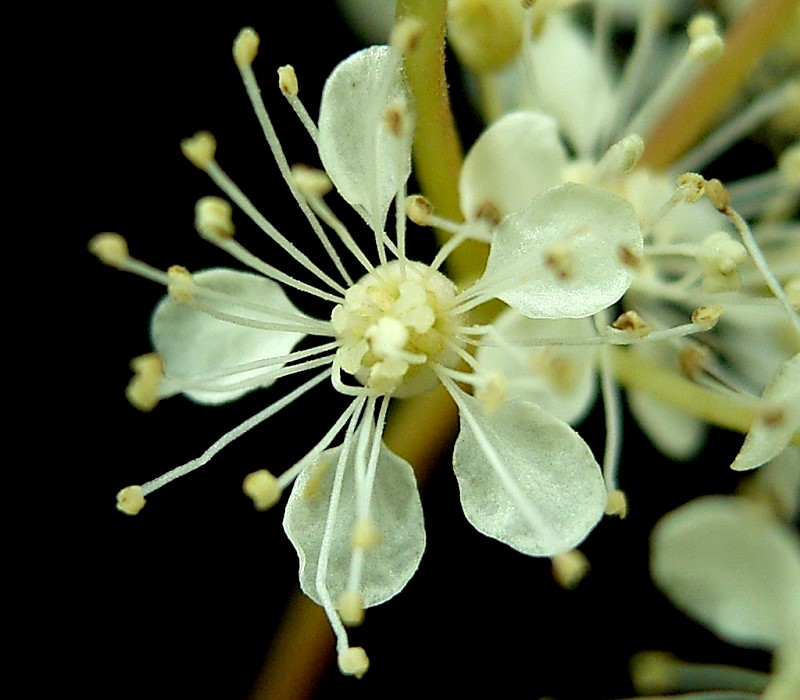
Blomma.
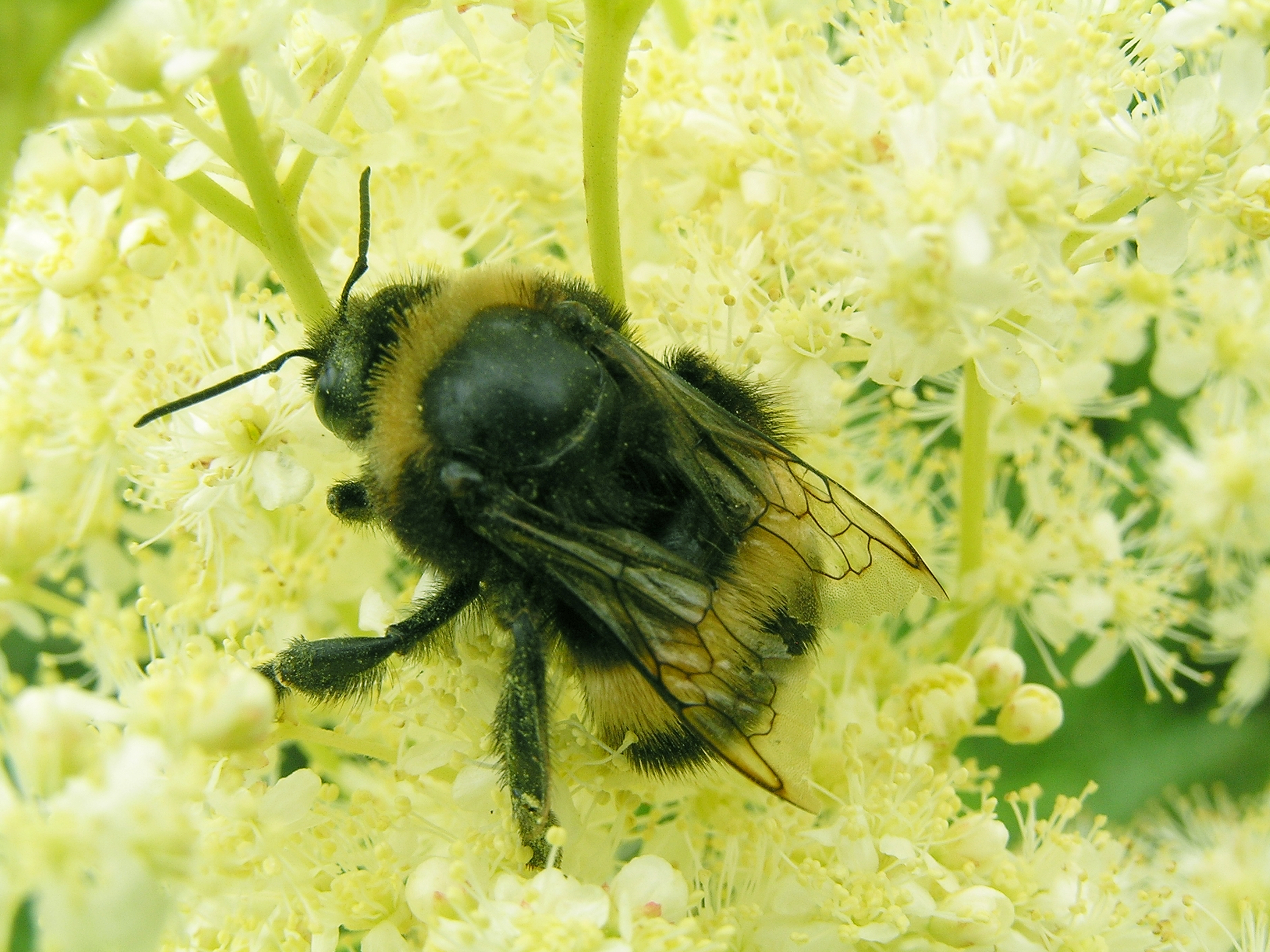
En humla, (Bombus kimalane) lockas av blommans doft, men blir lurad på nektar.
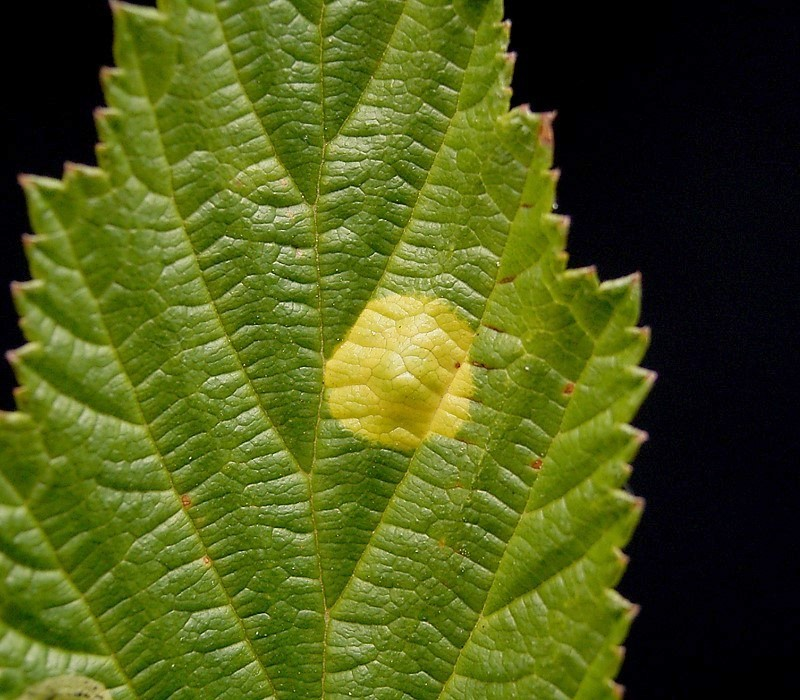
Gallbildning på ett blad.
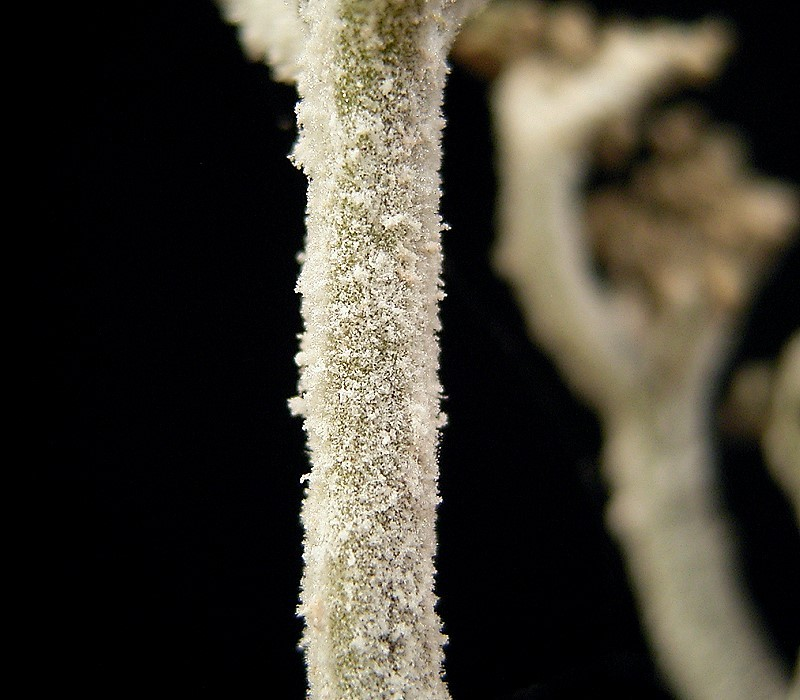
Älggräs kan drabbas av mögel på en stjälk.
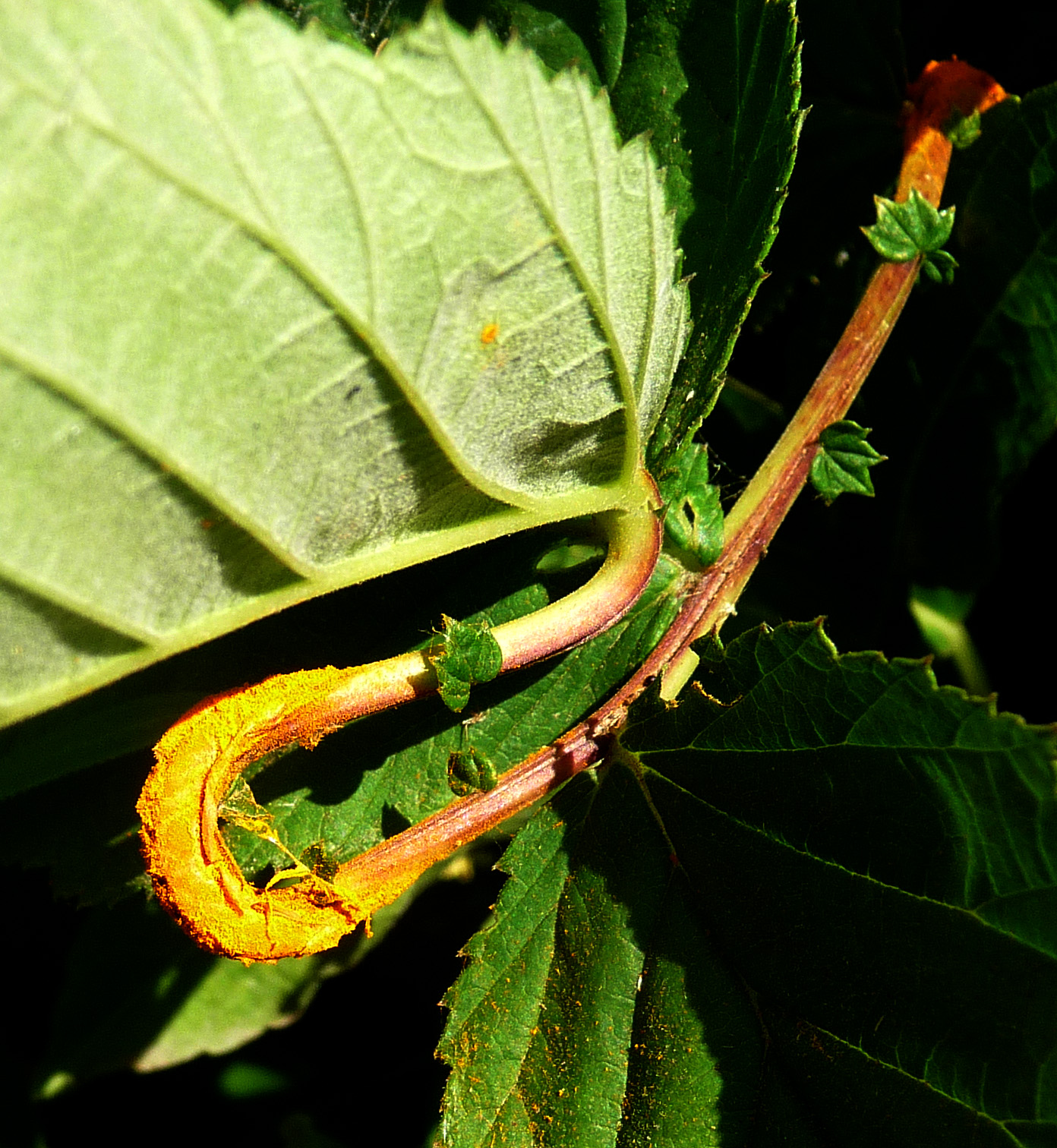
Svamprost av Triphagmium ulmariae.
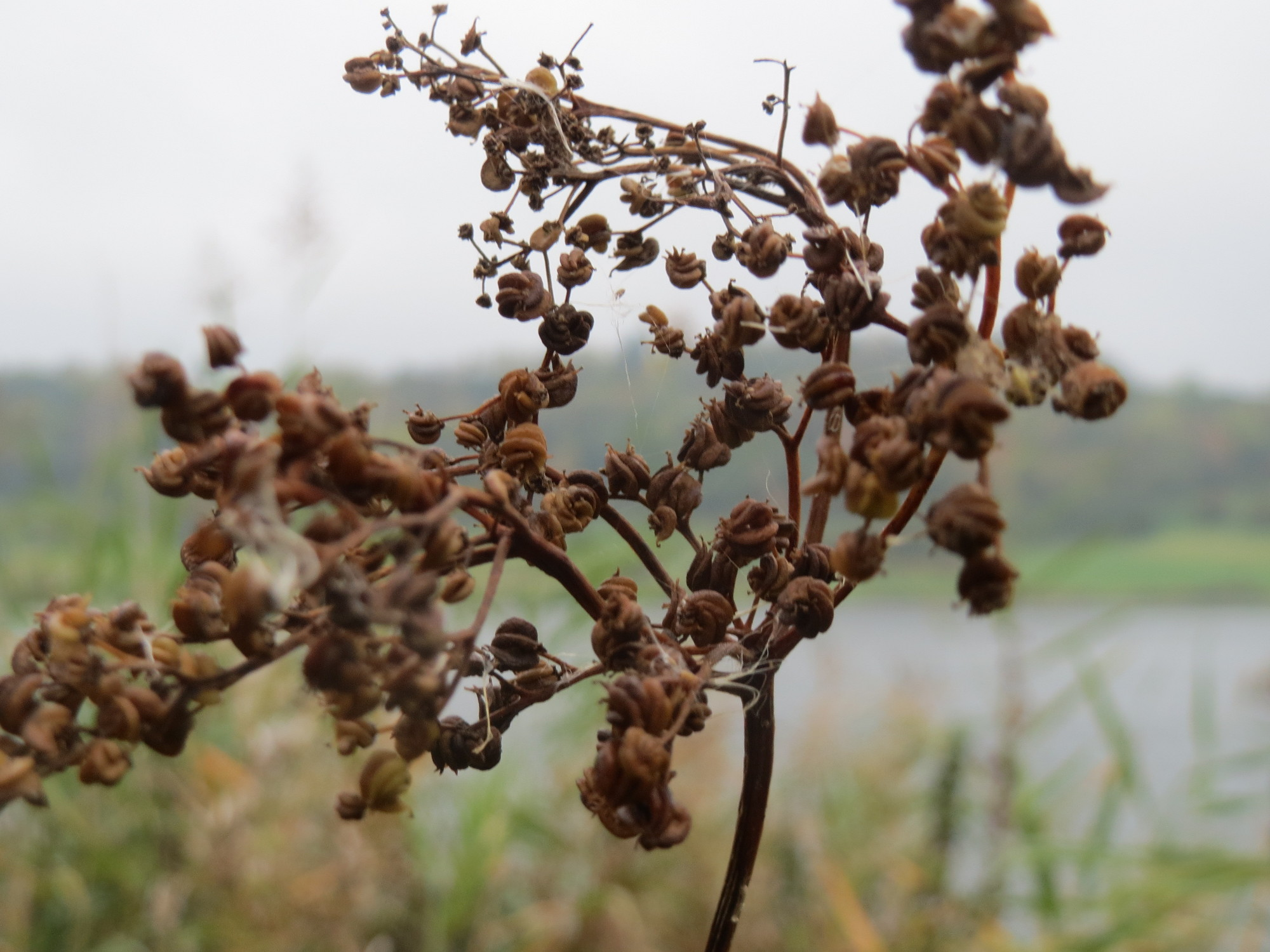
Utblommad i slutet på oktober; bara frukterna är kvar.
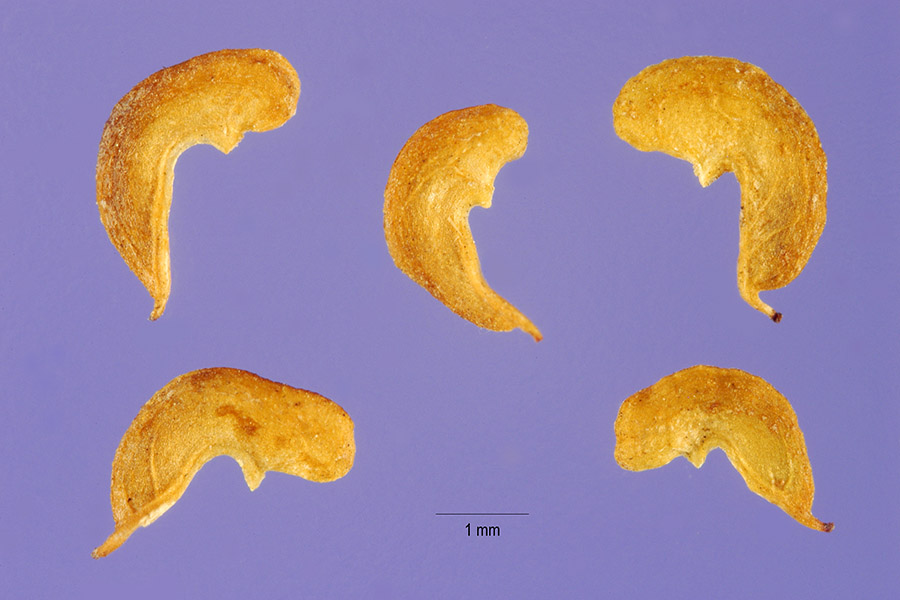
Frön, med skala i mitten längst ner.
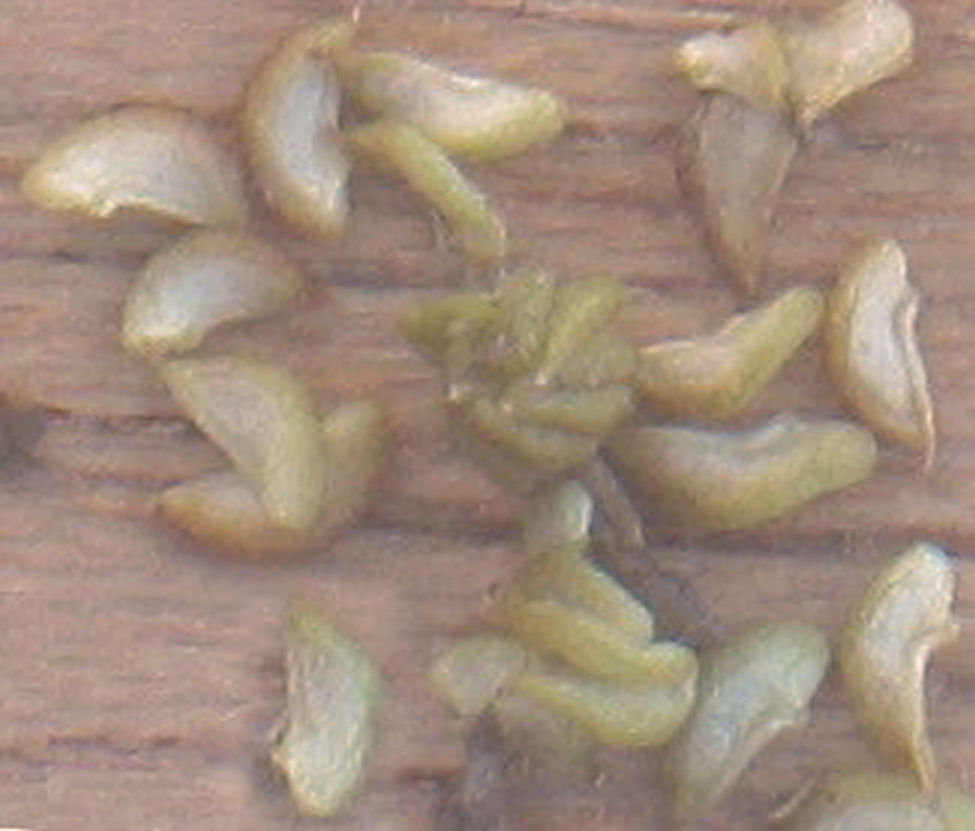
Frön, med frukt i mitten.
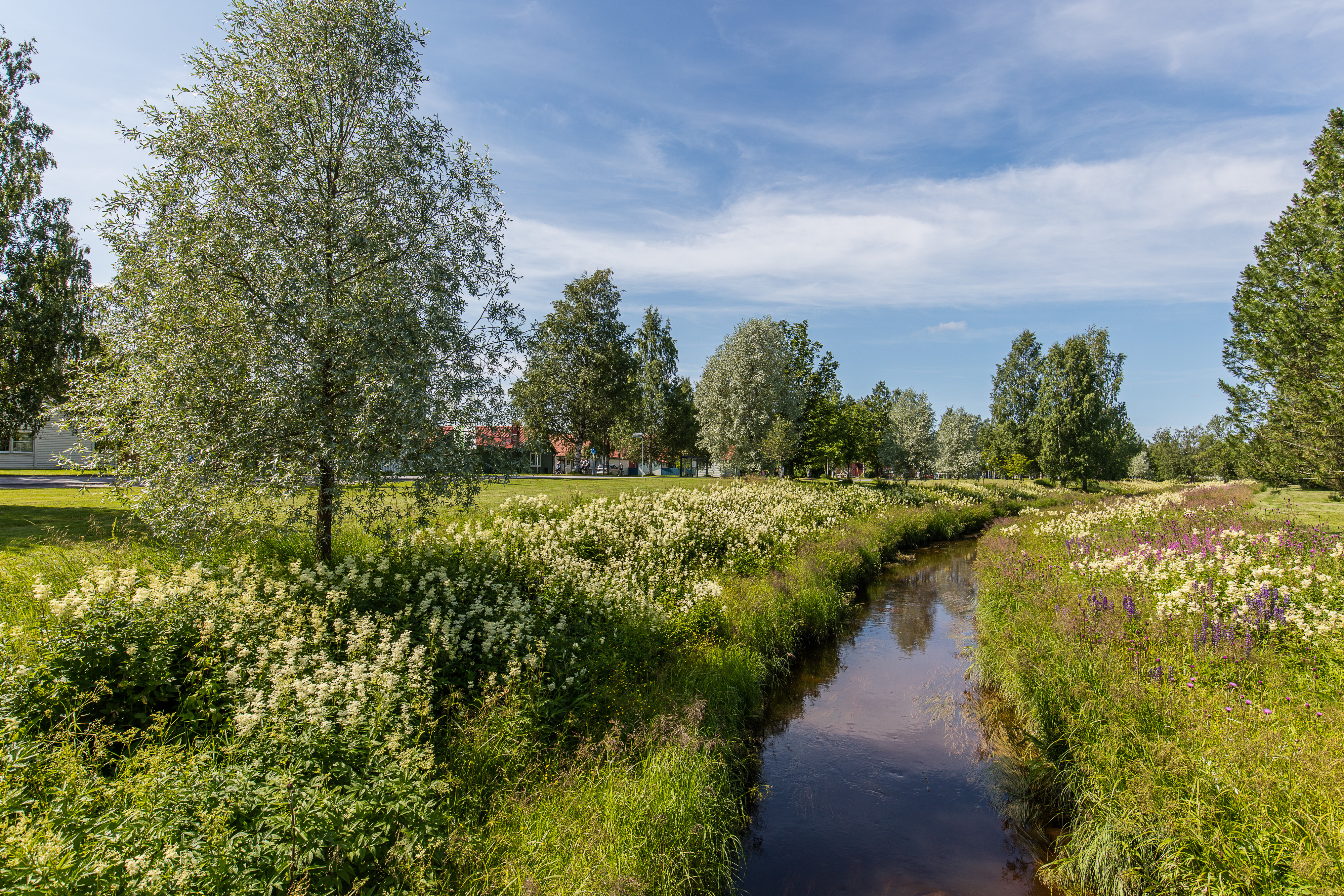
Tvärån, nära Rödäng i Umeå.
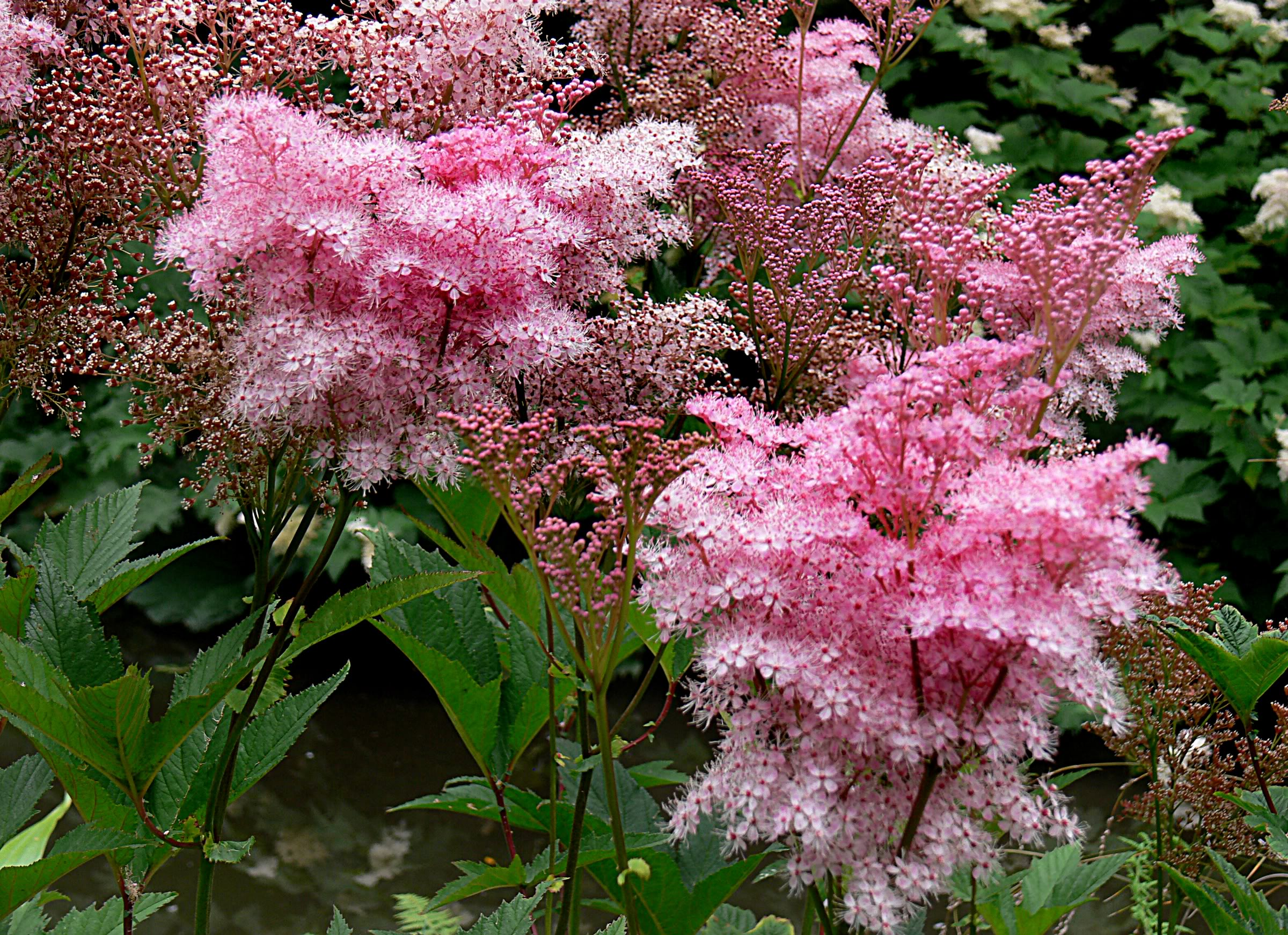
En odlad trädgårdsvariant.